# Sint-Lambertuskerk (Swalmen)
De Sint-Lambertuskerk is een kerkgebouw in Swalmen in de gemeente Roermond in de Nederlandse provincie Limburg. De kerk staat aan de zuidzijde van het oude deel van Swalmen aan een plein, Markt, en aan de Brugstraat met niet ver achter de kerk de Swalm. Vanuit het zuiden gaat de N271 recht op de kerk af.
De kerk is gewijd aan Sint-Lambertus en is een rijksmonument.

## Geschiedenis
In de middeleeuwen werd er in Swalmen een Romaanse kerk gebouwd.
In 1452 bouwde men een nieuwe Lambertuskerk. Deze georiënteerde kerk had een westtoren met ingesnoerde torenspits, een driebeukig schip met drie traveeën in pseudobasilicale opstand en een driezijdig gesloten koor met twee traveeën.
In 1895 werd de kerk afgebroken en bouwde men in 1895-1896 de huidige kerk naar het ontwerp van Caspar Franssen. Daarbij werd de oude toren gespaard.
In 1945 werd de oude toren opgeblazen.
In 1953 werd de toren hersteld naar het ontwerp van architectenbureau J. en P. Cuypers. Daarbij kreeg de toren een extra geleding erbij.

## Opbouw
Het niet-georiënteerde neogotische kerkgebouw bestaat uit een westtoren met ingesnoerde torenspits, een driebeukig schip met zes traveeën in pseudobasilicale opstand en een driezijdig gesloten koor met een travee. De kerk is noord-zuid georiënteerd met het koor in het zuiden. De toren staat tegen de westelijke zijbeuk aan en heeft vier geledingen. Aan de binnenzijde heeft de kerk gestukadoorde kruisribgewelven. De zijbeuken en het koor hebben steunberen, de toren heeft Overhoekse steunberen in de onderste drie geledingen. In de bovenste geleding van de toren bevinden zich aan iedere zijde drie spitsboogvormige galmgaten en de kerk heeft spitsboogvensters.

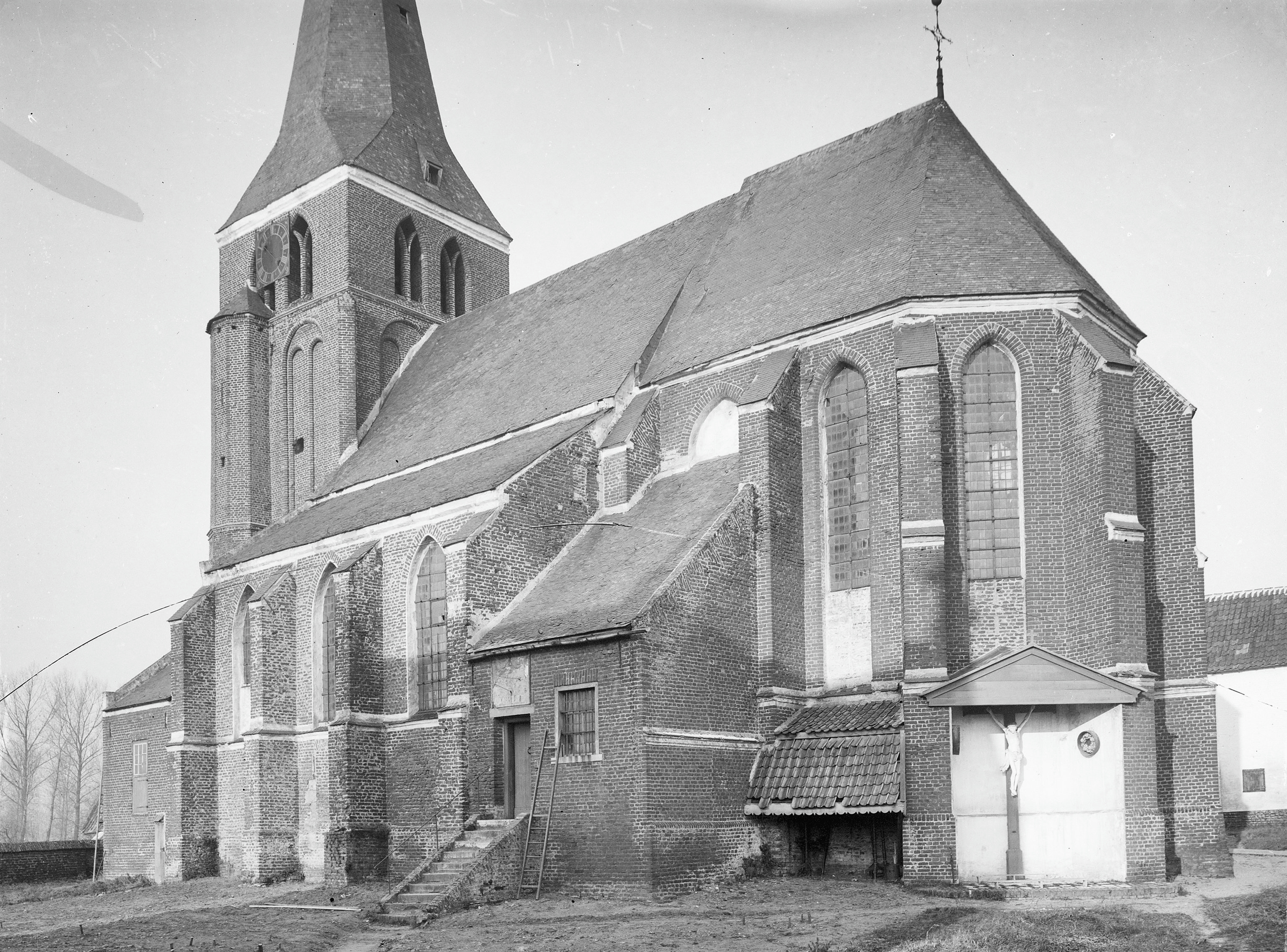
De kerk gebouwd in 1452